# Karel Černoch

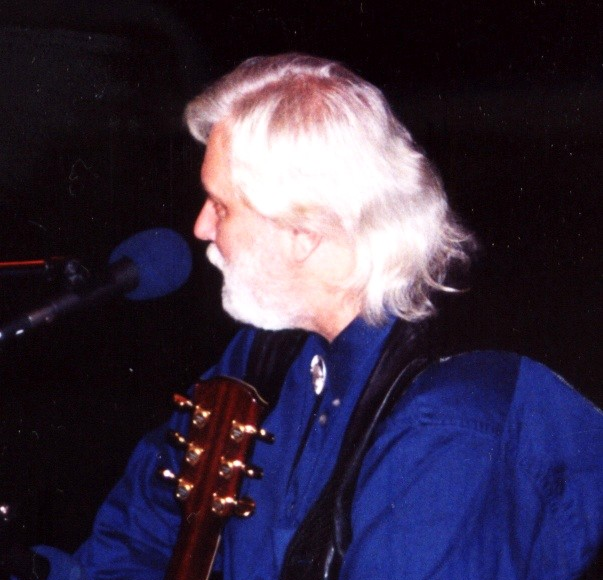
Karel Černoch, 1995

Karel Černoch (* 12. Oktober 1943 in Prag; † 27. Dezember 2007 in Prag) war ein tschechischer Sänger, Komponist und Moderator.
In den 1960er Jahren sang Černoch, am Anfang seiner Sängerkarriere, bei verschiedenen Rockbands. Für das Protestlied „Ein Lied über mein Land“ („Píseň o mé zemi“) gegen die sowjetische Besetzung der Tschechoslowakei 1968, mit dem er auf dem Festival „Bratislavská lyra“ im Jahre 1969 den ersten Preis gewonnen hatte, erhielt er ein Auftrittsverbot. Nach 1971 konnte er seine Rückkehr auf die Bühne und in die Medien erwirken, indem er den dazumal gewonnenen Preis zurückgab und sich unter Selbstkritikausübung von jenem Lied öffentlich distanzierte. Die Öffentlichkeit nahm diesen Schritt gespalten auf: Ein Teil begrüßte sein Comeback, andere sahen in ihm dadurch hingegen einen Verräter und Kollaborateur. 
Er sang danach in Theatern und einigen Bands und entwickelte seinen Stil mit seiner Drei-Oktaven-Stimme über Rockmusik, Jazz, Popmusik und Musicals, er gastierte unter anderem auch im Prager Theater Semafor. Immer wieder ließ er sich im Rahmen seiner Auftritte zu Propagandazwecken des kommunistischen Regimes der damaligen Tschechoslowakei einspannen. Ab 1989 war er zudem als Musicaldarsteller populär. Er war ebenso als Komponist und Moderator tätig, spielte in einigen TV-Filmen mit und war auch Synchronsprecher.
Dem Musikpublizisten Aleš Opekar zufolge gehörte Černoch neben Karel Hála und Karel Gott zu den drei besten tschechischen Pop-Sängern, was die Stimmfarbe und den Stimmumfang betrifft.
Er starb an den Folgen von Darmkrebs.